# Istituto di Santa Maria di Guadalupe per le missioni estere
L'Istituto di Santa Maria di Guadalupe per le missioni estere (in latino Institutum a Sancta Maria de Guadalupe pro Exteris Missionibus) è una società clericale vita apostolica di diritto pontificio. I membri di questa società, detti comunemente missionari di Guadalupe, pospongono al loro nome la sigla M.G.

## Storia
L'istituto, intitolato alla Vergine di Guadalupe, venne fondato dall'episcopato messicano nel 1945; il 7 ottobre 1949 venne aperto a Città del Messico il primo seminario per la formazione del clero missionario da inviare nei paesi non cristiani indicati dal Papa.
La Congregazione romana de Propaganda Fide approvò le costituzioni della società il 28 aprile 1953; il primo rettore del seminario e superiore generale della compagnia fu Alonso Manuel Escalante (1906-1967), già missionario in Cina e Bolivia, e professore al seminario maggiore di Maryknoll.

## Attività e diffusione
Gli scopi dei missionari di Guadalupe sono l'evangelizzazione dei popoli non cristiani e la formazione del clero missionario.
I padri della società svolgono il loro apostolato in Giappone, Corea del Sud, Kenya, Hong Kong, Angola, Perù, Brasile, Cuba e Mozambico; la sede generalizia è a Città del Messico.
Al 31 dicembre 2005, la compagnia contava 65 case e 214 membri, 164 dei quali sacerdoti.